# Ceber (Sainte-Croix)
Pour les articles homonymes, voir Ceber.
Ceber est une localité polonaise de la gmina de Bogoria, située dans le powiat de Staszów en voïvodie de Sainte-Croix.

## Histoire
- Bataille de Ceber